# Alma Monkauskaitė
Alma Monkauskaitė (* 21. April 1961 in Dagiai, Rajongemeinde Mažeikiai; † 2. April 2018) war eine litauische Ärztin und Politikerin.

## Leben
Nach dem Abitur 1979 an der Mittelschule Seda bei Mažeikiai absolvierte Alma Monkauskaitė 1987 das Studium der Medizin an der Vilniaus universitetas und wurde Hygienistin-Epidemiologin. 1992 bildete sie sich weiter an der Medizinischen Akademie in Magdeburg sowie 1997 in Berlin. 2004 absolvierte Monkauskaitė das Masterstudium über öffentliche Gesundheit an der Medizinischen Universität in Kaunas. Ab 1987 arbeitete sie in Kelmė. Ab 1998 war Monkauskaitė Chefärztin und ab 2000 leitete sie als Direktorin das Gesundheitszentrum der Rajongemeinde Kelmė.
Ab 1990 war Alma Monkauskaitė Mitglied von Lietuvos demokratinė darbo partija und danach ab 2001 von Lietuvos socialdemokratų partija. Sie war Mitglied im Rat der Rajongemeinde Kelmė. Von 2012 bis 2016 war sie Mitglied des Seimas.
Monkauskaitė war ledig. Sie starb am 2. April 2018 nach schwerer Krankheit im Alter von 56 Jahren.

## Ehrung
- Verdiente Mitarbeiterin des litauischen Gesundheitswesens